# Världscupen i rodel 2023/2024
Världscupen i rodel 2023/2024 inleddes den 8 december 2023 i Lake Placid i USA och avslutades den 3 mars 2024 i Sigulda i Lettland.

## Tävlingsprogram och resultat

### Damer
| Nr                                      | Datum            | Ort         | Disciplin                              | 1:a plats                                      | 1:a plats                       | 2:a plats                                 | 2:a plats                                  | 3:e plats                                      | 3:e plats                  | Ref.   |
| --------------------------------------- | ---------------- | ----------- | -------------------------------------- | ---------------------------------------------- | ------------------------------- | ----------------------------------------- | ------------------------------------------ | ---------------------------------------------- | -------------------------- | ------ |
|                                         |                  |             |                                        |                                                |                                 |                                           |                                            |                                                |                            |        |
| 1                                       | 8 december 2023  | Lake Placid | Dubbel                                 | Österrike Selina Egle Lara Kipp                | 1.28,924 (44,437 / 44,487)      | Tyskland Dajana Eitberger Saskia Schirmer | 1.29,037 (44,564 / 44,473)                 | Italien Andrea Vötter Marion Oberhofer         | 1.29,470 (44,716 / 44,754) | [ 2 ]  |
| 2                                       | 9 december 2023  | Lake Placid | Singel                                 | Madeleine Egle                                 | 1.28,710 (44,050 / 44,660)      | Julia Taubitz                             | 1.28,898 (44,207 / 44,691)                 | Summer Britcher                                | 1.29,117 (44,322 / 44,795) | [ 3 ]  |
| 3                                       | 9 december 2023  | Lake Placid | Dubbelsprint                           | Österrike Selina Egle Lara Kipp                | 38,340                          | USA Chevonne Forgan Sophia Kirkby         | 38,443                                     | Tyskland Dajana Eitberger Saskia Schirmer      | 38,477                     | [ 4 ]  |
| 4                                       | 9 december 2023  | Lake Placid | Singelsprint                           | Julia Taubitz                                  | 37,451                          | Ashley Farquharson                        | 37,550                                     | Emily Sweeney                                  | 37,565                     | [ 5 ]  |
| 5                                       | 15 december 2023 | Whistler    | Singel                                 | Julia Taubitz                                  | 1.18,066 (39,032 / 39,034)      | Anna Berreiter                            | 1.18,177 (39,107 / 39,070)                 | Merle Fräbel                                   | 1.18,179 (39,130 / 39,049) | [ 6 ]  |
| 6                                       | 16 december 2023 | Whistler    | Dubbel                                 | Tyskland Jessica Degenhardt Cheyenne Rosenthal | 1.18,371 (39,189 / 39,182)      | Tyskland Dajana Eitberger Saskia Schirmer | 1.18,451 (39,220 / 39,231)                 | Italien Andrea Vötter Marion Oberhofer         | 1.18,466 (39,219 / 39,247) | [ 7 ]  |
| 7                                       | 6 januari 2024   | Winterberg  | Dubbel                                 | Tyskland Jessica Degenhardt Cheyenne Rosenthal | 1.27,131 (43,510 / 43,621)      | Italien Andrea Vötter Marion Oberhofer    | 1.27,155 (43,552 / 43,603)                 | Österrike Selina Egle Lara Kipp                | 1.27,175 (43,679 / 43,496) | [ 8 ]  |
| 8                                       | 6 januari 2024   | Winterberg  | Singel                                 | Madeleine Egle                                 | 1.51,392 (55,632 / 55,760)      | Julia Taubitz                             | 1.51,421 (55,668 / 55,753)                 | Hannah Prock                                   | 1.51,697 (55,742 / 55,955) | [ 9 ]  |
| Europamästerskapen 2024 (12–14 januari) |                  |             |                                        |                                                |                                 |                                           |                                            |                                                |                            |        |
| 9                                       | 13 januari 2024  | Igls        | Singel                                 | Madeleine Egle                                 | 1.19,200 (39,599 / 39,601)      | Julia Taubitz                             | 1.19,224 (39,622 / 39,602)                 | Anna Berreiter                                 | 1.19,439 (39,747 / 39,692) | [ 10 ] |
| 10                                      | 13 januari 2024  | Igls        | Dubbel                                 | Tyskland Jessica Degenhardt Cheyenne Rosenthal | 1.20,178 (40,114 / 40,064)      | Italien Andrea Vötter Marion Oberhofer    | 1.20,192 (40,070 / 40,122)                 | Lettland Marta Robežniece Kitija Bogdanova     | 1.20,438 (40,262 / 40,176) | [ 11 ] |
| Världsmästerskapen 2024 (26–28 januari) |                  |             |                                        |                                                |                                 |                                           |                                            |                                                |                            |        |
|                                         | 26 januari 2024  | Altenberg   | Singelsprint                           | Julia Taubitz                                  | 37,702                          | Natalie Maag                              | 37,774                                     | Elīna Ieva Vītola                              | 37,813                     | [ 12 ] |
| Dubbelsprint                            | 26 januari 2024  | Altenberg   | Italien Andrea Vötter Marion Oberhofer | 28,421                                         | Lettland Anda Upīte Zane Kaluma | 28,438                                    | Lettland Marta Robežniece Kitija Bogdanova | 28,467                                         | [ 13 ]                     |        |
| 27 januari 2024                         | Dubbel           | Altenberg   | Österrike Selina Egle Lara Kipp        | 1.24,761 (42,364 / 42,397)                     | Lettland Anda Upīte Zane Kaluma | 1.24,811 (42,334 / 42,477)                | USA Chevonne Forgan Sophia Kirkby          | 1.24,897 (42,563 / 42,334)                     | [ 14 ]                     |        |
| 28 januari 2024                         | Singel           | Altenberg   | Lisa Schulte                           | 1.43,901 (52,082 / 51,819)                     | Julia Taubitz                   | 1.44,005 (52,154 / 51,851)                | Madeleine Egle                             | 1.44,076 (52,192 / 51,884)                     | [ 15 ]                     |        |
| 11                                      | 3 februari 2024  | Altenberg   | Dubbel                                 | Italien Andrea Vötter Marion Oberhofer         | 1.25,337 (42,810 / 42,527)      | Lettland Anda Upīte Kitija Bogdanova      | 1.25,538 (42,781 / 42,757)                 | Tyskland Dajana Eitberger Saskia Schirmer      | 1.25,548 (42,800 / 42,748) | [ 16 ] |
| 12                                      | 4 februari 2024  | Altenberg   | Singel                                 | Julia Taubitz                                  | 1.47,971 (54,774 / 53,197)      | Elīna Ieva Vītola                         | 1.48,120 (54,584 / 53,536)                 | Lisa Schulte                                   | 1.48,268 (54,526 / 53,742) | [ 17 ] |
| 13                                      | 10 februari 2024 | Oberhof     | Dubbel                                 | Tyskland Jessica Degenhardt Cheyenne Rosenthal | 1.26,244 (43,195 / 43,049)      | Italien Andrea Vötter Marion Oberhofer    | 1.26,277 (43,202 / 43,075)                 | Österrike Selina Egle Lara Kipp                | 1.26,365 (43,121 / 43,244) | [ 18 ] |
| 14                                      | 10 februari 2024 | Oberhof     | Singel                                 | Merle Fräbel                                   | 1.24,956 (42,564 / 42,392)      | Madeleine Egle                            | 1.25,080 (42,878 / 42,202)                 | Julia Taubitz                                  | 1.25,108 (42,977 / 42,131) | [ 19 ] |
| 15                                      | 17 februari 2024 | Oberhof     | Dubbel                                 | Tyskland Dajana Eitberger Saskia Schirmer      | 1.25,889 (42,934 / 42,955)      | Italien Andrea Vötter Marion Oberhofer    | 1.25,897 (42,858 / 43,039)                 | Tyskland Jessica Degenhardt Cheyenne Rosenthal | 1.25,898 (42,852 / 43,046) | [ 20 ] |
| 16                                      | 18 februari 2024 | Oberhof     | Singel                                 | Julia Taubitz                                  | 1.24,426 (41,978 / 42,448)      | Anna Berreiter                            | 1.24,477 (42,064 / 42,413)                 | Madeleine Egle                                 | 1.24,542 (41,952 / 42,590) | [ 21 ] |
| 17                                      | 18 februari 2024 | Oberhof     | Dubbelsprint                           | Österrike Selina Egle Lara Kipp                | 26,425                          | Tyskland Dajana Eitberger Saskia Schirmer | 26,537                                     | Italien Andrea Vötter Marion Oberhofer         | 26,539                     | [ 22 ] |
| 18                                      | 18 februari 2024 | Oberhof     | Singelsprint                           | Julia Taubitz                                  | 25,864                          | Natalie Maag                              | 25,958                                     | Anna Berreiter                                 | 26,014                     | [ 23 ] |
| 19                                      | 24 februari 2024 | Sigulda     | Singel                                 | Anna Berreiter                                 | 1.23,405 (41,799 / 41,606)      | Elina Ieva Vitola                         | 1.23,423 (41,779 / 41,644)                 | Julia Taubitz                                  | 1.23,486 (41,757 / 41,729) | [ 24 ] |
| 20                                      | 24 februari 2024 | Sigulda     | Dubbel                                 | Tyskland Jessica Degenhardt Cheyenne Rosenthal | 1.25,743 (42,610 / 43,133)      | Italien Andrea Vötter Marion Oberhofer    | 1.25,828 (42,728 / 43,100)                 | Tyskland Dajana Eitberger Saskia Schirmer      | 1.25,851 (42,758 / 43,093) | [ 25 ] |
| 21                                      | 25 februari 2024 | Sigulda     | Singelsprint                           | Julia Taubitz                                  | 30,652                          | Kendija Aparjode                          | 30,760                                     | Emily Sweeney                                  | 30,858                     | [ 26 ] |
| 22                                      | 25 februari 2024 | Sigulda     | Dubbelsprint                           | Italien Andrea Vötter Marion Oberhofer         | 31,187                          | Österrike Selina Egle Lara Kipp           | 31,261                                     | Tyskland Dajana Eitberger Saskia Schirmer      | 31,335                     | [ 27 ] |
| 23                                      | 2 mars 2024      | Sigulda     | Dubbel                                 | Tyskland Jessica Degenhardt Cheyenne Rosenthal | 1.24,648 (42,271 / 42,377)      | Tyskland Dajana Eitberger Saskia Schirmer | 1.24,902 (42,448 / 42,454)                 | Österrike Selina Egle Lara Kipp                | 1.24,931 (42,486 / 42,445) | [ 28 ] |
| 24                                      | 3 mars 2024      | Sigulda     | Singel                                 | Elīna Ieva Vītola                              | 1.23,176 (41,685 / 41,491)      | Anna Berreiter                            | 1.23,250 (41,747 / 41,503)                 | Merle Fräbel                                   | 1.23,291 (41,819 / 41,472) | [ 29 ] |

### Herrar
| Nr                                      | Datum            | Ort         | Disciplin                           | 1:a plats                              | 1:a plats                            | 2:a plats                              | 2:a plats                         | 3:e plats                                 | 3:e plats                  | Ref.   |
| --------------------------------------- | ---------------- | ----------- | ----------------------------------- | -------------------------------------- | ------------------------------------ | -------------------------------------- | --------------------------------- | ----------------------------------------- | -------------------------- | ------ |
|                                         |                  |             |                                     |                                        |                                      |                                        |                                   |                                           |                            |        |
| 1                                       | 8 december 2023  | Lake Placid | Dubbel                              | USA Zachary DiGregorio Sean Hollander  | 1.27,630 (43,790 / 43,840)           | Österrike Thomas Steu Wolfgang Kindl   | 1.27,682 (43,645 / 44,037)        | Österrike Juri Gatt Riccardo Schöpf       | 1.27,702 (43,851 / 43,851) | [ 30 ] |
| 2                                       | 8 december 2023  | Lake Placid | Singel                              | Max Langenhan                          | 1.41,952 (50,944 / 51,008)           | Jonas Müller                           | 1.42,398 (51,164 / 51,234)        | Nico Gleirscher                           | 1.42,585 (51,270 / 51,315) | [ 31 ] |
| 3                                       | 9 december 2023  | Lake Placid | Singelsprint                        | Max Langenhan                          | 33,257                               | Felix Loch                             | 33,560                            | Nico Gleirscher                           | 33,595                     | [ 32 ] |
| 4                                       | 9 december 2023  | Lake Placid | Dubbelsprint                        | Lettland Mārtiņš Bots Roberts Plūme    | 37,872                               | Österrike Thomas Steu Wolfgang Kindl   | 37,877                            | Tyskland Tobias Wendl Tobias Arlt         | 38,019                     | [ 33 ] |
| 5                                       | 15 december 2023 | Whistler    | Singel                              | Max Langenhan                          | 1.40,093 (50,091 / 50,002)           | Jonas Müller                           | 1.40,348 (50,214 / 50,134)        | Kristers Aparjods                         | 1.40,572 (50,314 / 50,258) | [ 34 ] |
| 6                                       | 15 december 2023 | Whistler    | Dubbel                              | Tyskland Tobias Wendl Tobias Arlt      | 1.17,300 (38,668 / 38,632)           | Österrike Thomas Steu Wolfgang Kindl   | 1.17,378 (38,624 / 38,754)        | Tyskland Hannes Orlamünder Paul Gubitz    | 1.17,405 (38,713 / 38,692) | [ 35 ] |
| 7                                       | 6 januari 2024   | Winterberg  | Dubbel                              | Österrike Juri Gatt Riccardo Schöpf    | 1.26,145 (43,105 / 43,040)           | Tyskland Tobias Wendl Tobias Arlt      | 1.26,211 (43,271 / 42,940)        | Tyskland Hannes Orlamünder Paul Gubitz    | 1.26,236 (43,158 / 43,078) | [ 36 ] |
| 8                                       | 7 januari 2024   | Winterberg  | Singel                              | Max Langenhan                          | 1.43,695 (51,885 / 51,810)           | Dominik Fischnaller                    | 1.43,871 (51,889 / 51,982)        | Kristers Aparjods                         | 1.43,877 (51,999 / 51,878) | [ 37 ] |
| Europamästerskapen 2024 (12–14 januari) |                  |             |                                     |                                        |                                      |                                        |                                   |                                           |                            |        |
| 9                                       | 13 januari 2024  | Igls        | Dubbel                              | Österrike Thomas Steu Wolfgang Kindl   | 1.18,690 (39,344 / 39,346)           | Lettland Mārtiņš Bots Roberts Plūme    | 1.18,862 (39,414 / 39,448)        | Tyskland Tobias Wendl Tobias Arlt         | 1.18,986 (39,510 / 39,476) | [ 38 ] |
| 10                                      | 14 januari 2024  | Igls        | Singel                              | Jonas Müller                           | 1.38,655 (49,288 / 49,367)           | Nico Gleirscher                        | 1.38,981 (49,469 / 49,512)        | Max Langenhan                             | 1.39,083 (49,599 / 49,484) | [ 39 ] |
| Världsmästerskapen 2024 (26–28 januari) |                  |             |                                     |                                        |                                      |                                        |                                   |                                           |                            |        |
|                                         | 26 januari 2024  | Altenberg   | Dubbelsprint                        | Lettland Mārtiņš Bots Roberts Plūme    | 27,863                               | Österrike Thomas Steu Wolfgang Kindl   | 27,895                            | Österrike Juri Gatt Riccardo Schöpf       | 27,973                     | [ 40 ] |
| Singelsprint                            | 26 januari 2024  | Altenberg   | David Gleirscher                    | 33,001                                 | Max Langenhan                        | 33,071                                 | Kristers Aparjods                 | 33,124                                    | [ 41 ]                     |        |
| 27 januari 2024                         | Singel           | Altenberg   | Max Langenhan                       | 1.47,813 (53,943 / 53,870)             | Nico Gleirscher                      | 1.48,574 (54,230 / 54,344)             | Felix Loch                        | 1.48,630 (54,303 / 54,327)                | [ 42 ]                     |        |
| 27 januari 2024                         | Dubbel           | Altenberg   | Österrike Juri Gatt Riccardo Schöpf | 1.22,924 (41,453 / 41,471)             | Österrike Thomas Steu Wolfgang Kindl | 1.22,970 (41,506 / 41,464)             | Tyskland Tobias Wendl Tobias Arlt | 1.23,279 (41,721 / 41,558)                | [ 43 ]                     |        |
| 11                                      | 3 februari 2024  | Altenberg   | Singel                              | Max Langenhan                          | 1.51,162 (56,360 / 54,802)           | David Gleirscher                       | 1.51,283 (55,479 / 55,804)        | Kristers Aparjods                         | 1.51,289 (55,831 / 55,458) | [ 44 ] |
| 12                                      | 3 februari 2024  | Altenberg   | Dubbel                              | Österrike Juri Gatt Riccardo Schöpf    | 1.24,991 (42,531 / 42,460)           | Österrike Thomas Steu Wolfgang Kindl   | 1.24,999 (42,539 / 42,460)        | Italien Emanuel Rieder Simon Kainzwaldner | 1.25,116 (42,646 / 42,470) | [ 45 ] |
| 13                                      | 10 februari 2024 | Oberhof     | Dubbel                              | Österrike Thomas Steu Wolfgang Kindl   | 1.23,928 (42,114 / 41,814)           | Tyskland Hannes Orlamünder Paul Gubitz | 1.24,051 (42,161 / 41,890)        | Tyskland Tobias Wendl Tobias Arlt         | 1.24,118 (42,233 / 41,885) | [ 46 ] |
| 14                                      | 11 februari 2024 | Oberhof     | Singel                              | Kristers Aparjods                      | 1.27,263 (44,031 / 43,232)           | Max Langenhan                          | 1.27,305 (43,858 / 43,447)        | David Gleirscher                          | 1.27,381 (44,218 / 43,163) | [ 47 ] |
| 15                                      | 17 februari 2024 | Oberhof     | Singel                              | Jonas Müller                           | 1.26,033 (43,015 / 43,018)           | Max Langenhan                          | 1.26,109 (43,047 / 43,062)        | Felix Loch                                | 1.26,131 (43,083 / 43,048) | [ 48 ] |
| 16                                      | 17 februari 2024 | Oberhof     | Dubbel                              | Österrike Thomas Steu Wolfgang Kindl   | 1.23,333 (41,552 / 41,781)           | Tyskland Tobias Wendl Tobias Arlt      | 1.23,406 (41,651 / 41,755)        | Tyskland Hannes Orlamünder Paul Gubitz    | 1.23,452 (41,686 / 41,766) | [ 49 ] |
| 17                                      | 18 februari 2024 | Oberhof     | Singelsprint                        | Max Langenhan                          | 33,562                               | Jonas Müller                           | 33,586                            | Wolfgang Kindl                            | 33,595                     | [ 50 ] |
| 18                                      | 18 februari 2024 | Oberhof     | Dubbelsprint                        | Tyskland Hannes Orlamünder Paul Gubitz | 26,027                               | Österrike Thomas Steu Wolfgang Kindl   | 26,049                            | Tyskland Tobias Wendl Tobias Arlt         | 26,123                     | [ 51 ] |
| 19                                      | 24 februari 2024 | Sigulda     | Dubbel                              | Lettland Mārtiņš Bots Roberts Plūme    | 1.23,308 (41,516 / 41,792)           | Tyskland Tobias Wendl Tobias Arlt      | 1.23,326 (41,534 / 41,792)        | Österrike Thomas Steu Wolfgang Kindl      | 1.23,582 (41,734 / 41,848) | [ 52 ] |
| 20                                      | 25 februari 2024 | Sigulda     | Singel                              | Felix Loch                             | 1.35,650 (43,887 / 43,763)           | Kristers Aparjods                      | 1.35,709 (47,841 / 47,868)        | Max Langenhan                             | 1.35,962 (48,060 / 47,902) | [ 53 ] |
| 21                                      | 25 februari 2024 | Sigulda     | Singelsprint                        | Felix Loch                             | 27,223                               | Kristers Aparjods                      | 27,290                            | David Gleirscher                          | 27,325                     | [ 54 ] |
| 22                                      | 25 februari 2024 | Sigulda     | Dubbelsprint                        | Lettland Mārtiņš Bots Roberts Plūme    | 30,714                               | Tyskland Tobias Wendl Tobias Arlt      | 30,801                            | Italien Emanuel Rieder Simon Kainzwaldner | 30,843                     | [ 55 ] |
| 23                                      | 2 mars 2024      | Sigulda     | Dubbel                              | Lettland Mārtiņš Bots Roberts Plūme    | 1.22,915 (41,412 / 41,503)           | Tyskland Tobias Wendl Tobias Arlt      | 1.23,010 (41,472 / 41,538)        | Österrike Thomas Steu Wolfgang Kindl      | 1.23,301 (41,574 / 41,727) | [ 56 ] |
| 24                                      | 3 mars 2024      | Sigulda     | Singel                              | Kristers Aparjods                      | 1.35,169 (47,676 / 47,493)           | Felix Loch                             | 1.35,315 (47,644 / 47,671)        | Nico Gleirscher                           | 1.35,414 (47,659 / 47,755) | [ 57 ] |

### Mixat lag
|                                         |                  |            | |          | |          | |          |        |  |  |
| 1                                       | 16 december 2023 | Whistler   | Tyskland Julia Taubitz Tobias Wendl / Tobias Arlt Max Langenhan Jessica Degenhardt / Cheyenne Rosenthal     | 2.48,665 | Österrike Madeleine Egle Thomas Steu / Wolfgang Kindl Jonas Müller Selina Egle / Lara Kipp              | 2.49,215 | USA Emily Sweeney Zachary DiGregorio / Sean Hollander Tucker West Chevonne Forgan / Sophia Kirkby                                     | 2.49,311 | [ 58 ] |  |  |
| 2                                       | 7 januari 2024   | Winterberg | Tyskland Anna Berreiter Tobias Wendl / Tobias Arlt Max Langenhan Jessica Degenhardt / Cheyenne Rosenthal    | 3.11,425 | Österrike Hannah Prock Juri Gatt / Riccardo Schöpf Jonas Müller Selina Egle / Lara Kipp                 | 3.11,468 | USA Ashley Farquharson Zachary DiGregorio / Sean Hollander Jonathan Gustafson Chevonne Forgan / Sophia Kirkby                         | 3.12,676 | [ 59 ] |  |  |
| Europamästerskapen 2024 (12–14 januari) |                  |            | |          | |          | |          |        |  |  |
| 3                                       | 14 januari 2024  | Igls       | Österrike Madeleine Egle Thomas Steu / Wolfgang Kindl Jonas Müller Selina Egle / Lara Kipp                  | 2.52,190 | Tyskland Julia Taubitz Tobias Wendl / Tobias Arlt Max Langenhan Jessica Degenhardt / Cheyenne Rosenthal | 2.52,376 | Italien Verena Hofer Emanuel Rieder / Simon Kainzwaldner Dominik Fischnaller Andrea Vötter / Marion Oberhofer                         | 2.52,651 | [ 60 ] |  |  |
| Världsmästerskapen 2024 (26–28 januari) |                  |            | |          | |          | |          |        |  |  |
|                                         | 28 januari 2024  | Altenberg  | Tyskland Julia Taubitz Tobias Wendl / Tobias Arlt Max Langenhan Dajana Eitberger / Saskia Schirmer          | 3.10,869 | USA Summer Britcher Dana Kellogg / Frank Ike Tucker West Chevonne Forgan / Sophia Kirkby                | 3.11,227 | Lettland Elīna Ieva Vītola Mārtiņš Bots / Roberts Plūme Kristers Aparjods Anda Upīte / Zane Kaluma                                    | 3.11,275 | [ 61 ] |  |  |
| 4                                       | 4 februari 2024  | Altenberg  | Lettland Elīna Ieva Vītola Mārtiņš Bots / Roberts Plūme Kristers Aparjods Anda Upīte / Kitija Bogdanova     | 3.14,445 | USA Emily Sweeney Dana Kellogg / Frank Ike Tucker West Chevonne Forgan / Sophia Kirkby                  | 3.15,448 | Rumänien Ioana-Corina Buzatoiu Tudor-Ștefan Handaric / Sebastian Motzca Valentin Crețu Raluca Strămăturaru / Mihaela-Carmen Manolescu | 3.16,301 | [ 62 ] |  |  |
| 5                                       | 11 februari 2024 | Oberhof    | Tyskland Merle Fräbel Hannes Orlamünder / Paul Gubitz Max Langenhan Jessica Degenhardt / Cheyenne Rosenthal | 3.12,942 | Lettland Kendija Aparjode Mārtiņš Bots / Roberts Plūme Kristers Aparjods Anda Upīte / Kitija Bogdanova  | 3.13,092 | Österrike Madeleine Egle Thomas Steu / Wolfgang Kindl David Gleirscher Selina Egle / Lara Kipp                                        | 3.13,230 | [ 63 ] |  |  |
| 6                                       | 3 mars 2024      | Sigulda    | Tyskland Anna Berreiter Tobias Wendl / Tobias Arlt Felix Loch Jessica Degenhardt / Cheyenne Rosenthal       | 2.57,516 | Lettland Elīna Ieva Vītola Mārtiņš Bots / Roberts Plūme Kristers Aparjods Anda Upīte / Zane Kaluma      | 2.57,657 | USA Ashley Farquharson Zachary DiGregorio / Sean Hollander Tucker West Chevonne Forgan / Sophia Kirkby                                | 2.58,522 | [ 64 ] |  |  |

## Världscupställning

### Damer
| Placering | efter alla 12 tävlingar | Poäng |
| --------- | ----------------------- | ----- |
| 1         | Julia Taubitz           | 1 034 |
| 2         | Anna Berreiter          | 791   |
| 3         | Madeleine Egle          | 742   |
| 4         | Elīna Ieva Vītola       | 622   |
| 5         | Lisa Schulte            | 616   |
| 6         | Ashley Farquharson      | 612   |
| 7         | Merle Fräbel            | 611   |
| 8         | Emily Sweeney           | 583   |
| 9         | Kendija Aparjode        | 559   |
| 10        | Natalie Maag            | 522   |

| Placering | efter alla 9 tävlingar | Poäng |
| --------- | ---------------------- | ----- |
| 1         | Julia Taubitz          | 734   |
| 2         | Anna Berreiter         | 651   |
| 3         | Madeleine Egle         | 622   |
| 4         | Elīna Ieva Vītola      | 522   |
| 5         | Lisa Schulte           | 469   |

| Placering | efter alla 3 tävlingar | Poäng |
| --------- | ---------------------- | ----- |
| 1         | Julia Taubitz          | 300   |
| 2         | Emily Sweeney          | 190   |
| 3         | Kendija Aparjode       | 186   |
| 4         | Natalie Maag           | 170   |
| 5         | Ashley Farquharson     | 166   |

| Placering | efter alla 12 tävlingar                        | Poäng |
| --------- | ---------------------------------------------- | ----- |
| 1         | Andrea Vötter / Marion Oberhofer               | 955   |
| 2         | Jessica Degenhardt / Cheyenne Rosenthal        | 895   |
| 3         | Dajana Eitberger / Saskia Schirmer             | 886   |
| 4         | Selina Egle / Lara Kipp                        | 859   |
| 5         | Chevonne Forgan / Sophia Kirkby                | 706   |
| 6         | Olena Stetskiv / Oleksandra Moch               | 449   |
| 7         | Maya Chan / Reannyn Weiler                     | 426   |
| 8         | Raluca Strămăturaru / Mihaela-Carmen Manolescu | 420   |
| 9         | Adikeyoumu Gulijienaiti / Jiaying Zhao         | 343   |
| 10        | Nikola Domowicz / Dominika Piwkowska           | 293   |

| Placering | efter alla 9 tävlingar                  | Poäng |
| --------- | --------------------------------------- | ----- |
| 1         | Jessica Degenhardt / Cheyenne Rosenthal | 780   |
| 2         | Andrea Vötter / Marion Oberhofer        | 725   |
| 3         | Dajana Eitberger / Saskia Schirmer      | 661   |
| 4         | Selina Egle / Lara Kipp                 | 574   |
| 5         | Chevonne Forgan / Sophia Kirkby         | 511   |

| Placering | efter alla 3 tävlingar             | Poäng |
| --------- | ---------------------------------- | ----- |
| 1         | Selina Egle / Lara Kipp            | 285   |
| 2         | Andrea Vötter / Marion Oberhofer   | 230   |
| 3         | Dajana Eitberger / Saskia Schirmer | 225   |
| 4         | Chevonne Forgan / Sophia Kirkby    | 195   |
| 5         | Olena Stetskiv / Oleksandra Moch   | 125   |

### Herrar
| Placering | efter alla 12 tävlingar | Poäng |
| --------- | ----------------------- | ----- |
| 1         | Max Langenhan           | 970   |
| 2         | Kristers Aparjods       | 841   |
| 3         | Felix Loch              | 765   |
| 4         | Jonas Müller            | 723   |
| 5         | David Gleirscher        | 655   |
| 6         | Nico Gleirscher         | 653   |
| 7         | Dominik Fischnaller     | 621   |
| 8         | Wolfgang Kindl          | 606   |
| 9         | Tucker West             | 447   |
| 10        | Jonathan Gustafson      | 387   |

| Placering | efter alla 9 tävlingar | Poäng |
| --------- | ---------------------- | ----- |
| 1         | Max Langenhan          | 710   |
| 2         | Kristers Aparjods      | 660   |
| 3         | Jonas Müller           | 578   |
| 4         | Felix Loch             | 520   |
| 5         | Nico Gleirscher        | 491   |

| Placering | efter alla 3 tävlingar | Poäng |
| --------- | ---------------------- | ----- |
| 1         | Max Langenhan          | 260   |
| 2         | Felix Loch             | 245   |
| 3         | Kristers Aparjods      | 181   |
| 4         | David Gleirscher       | 171   |
| 5         | Wolfgang Kindl         | 167   |

| Placering | efter alla 12 tävlingar                                              | Poäng |
| --------- | -------------------------------------------------------------------- | ----- |
| 1         | Thomas Steu / Wolfgang Kindl                                         | 966   |
| 2         | Tobias Wendl / Tobias Arlt                                           | 885   |
| 3         | Mārtiņš Bots / Roberts Plūme                                         | 876   |
| 4         | Hannes Orlamünder / Paul Gubitz                                      | 736   |
| 5         | Juri Gatt / Riccardo Schöpf                                          | 701   |
| 6         | Emanuel Rieder / Simon Kainzwaldner                                  | 566   |
| 7         | Yannick Müller / Armin Frauscher Zachary DiGregorio / Sean Hollander | 525   |
| 9         | Ivan Nagler / Fabian Malleier                                        | 447   |
| 10        | Dana Kellogg / Frank Ike                                             | 406   |

| Placering | efter alla 9 tävlingar          | Poäng |
| --------- | ------------------------------- | ----- |
| 1         | Thomas Steu / Wolfgang Kindl    | 741   |
| 2         | Tobias Wendl / Tobias Arlt      | 660   |
| 3         | Mārtiņš Bots / Roberts Plūme    | 630   |
| 4         | Juri Gatt / Riccardo Schöpf     | 535   |
| 5         | Hannes Orlamünder / Paul Gubitz | 534   |

| Placering | efter alla 3 tävlingar                                  | Poäng |
| --------- | ------------------------------------------------------- | ----- |
| 1         | Mārtiņš Bots / Roberts Plūme                            | 246   |
| 2         | Thomas Steu / Wolfgang Kindl Tobias Wendl / Tobias Arlt | 225   |
| 4         | Hannes Orlamünder / Paul Gubitz                         | 202   |
| 5         | Juri Gatt / Riccardo Schöpf                             | 166   |

### Mixat lag
| Placering | efter alla 6 tävlingar | Poäng |
| --------- | ---------------------- | ----- |
| 1         | Tyskland               | 540   |
| 2         | Österrike              | 446   |
| 3         | USA                    | 410   |
| 4         | Lettland               | 380   |
| 5         | Italien                | 300   |
| 6         | Ukraina                | 290   |
| 7         | Rumänien               | 205   |
| 8         | Kina                   | 185   |
| 9         | Polen                  | 148   |
| 10        | Kanada                 | 50    |